# Диптер

Диптер с антами. План

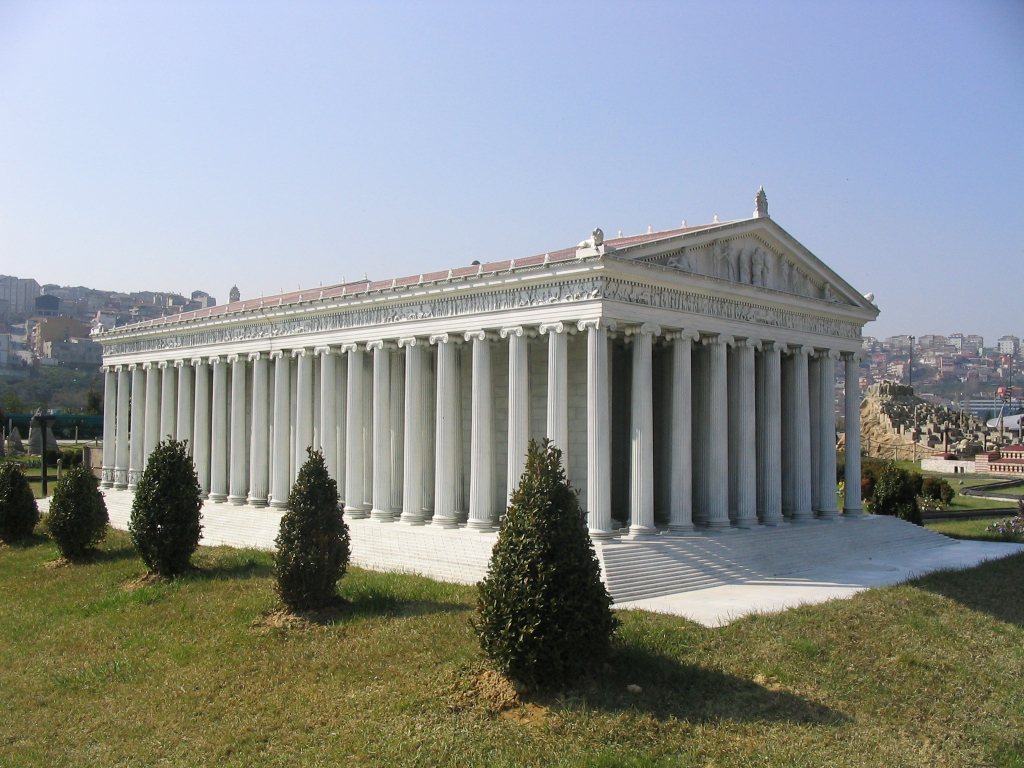
Современная модель храма Артемиды Эфесской

Диптер (др.-греч. δίπτερος — «двукрылый») — тип античного храма «окрылённого», окружённого со всех сторон не одним, как в периптере, а двумя рядами колонн. Тип диптера может быть усложнён входным портиком (антами) либо антами на переднем и заднем фасадах. В этих случаях на антовых фасадах образуется три или даже четыре ряда колонн.
Название «диптер», наряду с названиями других типов древнегреческих храмов (Храм в антах, простиль, амфипростиль, периптер, псевдодиптер), привёл древнеримский архитектор Витрувий в трактате «Десять книг об архитектуре» (13 г. до н. э.).
К типу диптера относят дорийский храм Квирина и Третий Храм Артемиды Эфесской (конец IV — начало III века до н. э; архитектор Дейнократ, или Хейрократ).

## Псевдодиптер
Псевдодиптер отличается от диптера отсутствием внутреннего ряда колон, но место для них оставлено.